# Dieter Schulze
Dieter Schulze ist ein ehemaliger deutscher Basketballspieler.

## Leben
Schulze spielte auf Vereinsebene für den SC Chemie Halle beziehungsweise die SG KPV 69 Halle, wurde mit der Mannschaft Basketballmeister der Deutschen Demokratischen Republik und nahm an Europapokalspielen teil. In die Herrennationalmannschaft der DDR wurde er 88 Mal berufen und nahm unter anderem an der Europameisterschaft 1961 in Belgrad sowie der in Genf ausgetragenen Ausscheidungsrunde für die Olympischen Sommerspiele 1964 teil.